# Ljubo Miloš
Ljubo Miloš (Bosanski Šamac, 25. veljače 1919. – Zagreb, 20. kolovoza 1948.), bio je ustaški bojnik, jedan od zapovjednika koncentracijskog logora u Jasenovcu. Godine 1948., Vrhovni sud u Zagrebu osudio ga je na smrt zbog zločina nad Srbima, Židovima, Romima i protivnicima fašističkog i ustaškog režima.

## Životopis
Osnovnu školu polazio je u Orašju, Bosanskom Brodu i Subotici, gdje se nakon završenih sedam razreda gimnazije zaposlio kao činovnik u općinskoj upravi.
U lipnju 1941. godine došao je na poziv svog rođaka Vjekoslava Luburića u Zagreb i zaposlio se u Uredu III Ustaške nadzorne službe. Dobio je čin ustaškog natporučnika te u listopadu 1941. godine postao zapovjednik radne službe u logoru III Ciglana Jasenovac. Kraće vrijeme, od proljeća 1942. godine, radi u logoru za Židove u Đakovu, ali se u jesen iste godine vratio u Jasenovac, kao zamjenik zapovjednika logora.[nedostaje izvor] U prvoj polovici 1942. obnaša dužnost zapovjednika Zapovjedničtva sabirnih i radnih logora, organa centralne uprave koncentracijskih logora na teritoriju NDH.
Pod njegovim su zapovjedništvom ustaške postrojbe iz Jasenovca (Ustaški obrambeni zdrug) sredinom listopada 1942. godine napale i opljačkale više sela u okolici Jasenovca, a pretežni dio stanovništva (pravoslavaca koji su prešli na katoličku vjeru) odveli su u logor. U sklopu ove akcije je u selima Crkveni Bok, Strmen i Ivanjski Bok ubijeno preko 90 srpskih civila, a stotine su internirane u jasenovačkom logoru, odakle ih je većina puštena tek nakon intervencije njemačkih vojnih predstavnika. Zbog ovog je slučaja, a na nagovor njemačkih vojnih vlasti, pokrenuta istraga i Miloš je uhićen u prosincu 1942. godine. Zatočen je u zatvoru na Savskoj cesti u Zagrebu. Na traženje Luburića pušten je 23. prosinca 1942. godine. Početkom siječnja 1943. godine otišao je u Hercegovinu kao pripadnik Domobranske dobrovoljačke pukovnije, gdje je ostao do travnja iste godine kada se vratio u Zagreb.
Iako je od rujna 1944. godine bio zapovjednik logora Lepoglava, tijekom 1944. i 1945. godine, povremeno je odlazio u logore u Jasenovcu i Staroj Gradišci, gdje je vršio smaknuća zatočenika.[nedostaje izvor]
Prema svjedočenjima preživjelih zatočenika Ljubo Miloš je osobno počinio brojna ubojstva zatočenika u ustaškim logorima Jasenovac i Lepoglava.
Nakon sloma NDH pobjegao je u Austriju, a zatim u Italiju, odakle se vratio ponovno u Austriju. Tada je održavao veze s ustaškim državnim vrhom u emigraciji. U Italiji je bio smješten u savezničkim izbjegličkim logorima Fermo i San Giorgio. Jugoslavenske su vlasti 1946. godine u više navrata tražile njegovo uhićenje i izručenje, na što su se angloameričke vlasti oglušile.
U ljeto 1947. godine ilegalno je ušao u Jugoslaviju s ciljem organiziranja križara radi otpora komunističkoj vlasti. Uhićen je 20. srpnja 1947. godine, a presudom Vrhovnog suda NR Hrvatske, 20. kolovoza 1948. godine, osuđen je na smrt.

## Odgovornost za zločine
Ljubo Miloš, kao ustaški bojnik i jedan od zapovjednika u logoru Jasenovac, osobno je sudjelovao u ubojstvima zatočenika. Dana 20. prosinca 1941. godine u logoru Jasenovac ubio je 26 zatočenika, od čega 21 Srbina i 5 Židova. Također je rukovodio akcijom kolektivne deportacije oko 1.000 stanovnika sela Crkveni Bok, Strmen i Ivanjski Bok u logor Jasenovac, 12. listopada 1942. godine.